# منزل زرغر
منزل زرغر (بالفارسية: خانه زرگر) هو منزل تاريخي يعود إلى عصر القاجاريون، ويقع في دزفول.